# Lilla Tosserydssjön
Lilla Tosserydssjön är en sjö i Borås kommun i Västergötland och ingår i Viskans huvudavrinningsområde.